# Elaphromyia multisetosa
Elaphromyia multisetosa är en tvåvingeart som beskrevs av Tokuichi Shiraki 1933. Elaphromyia multisetosa ingår i släktet Elaphromyia och familjen borrflugor. Inga underarter finns listade i Catalogue of Life.